# NGC 6945
NGC 6945 is een elliptisch sterrenstelsel in het sterrenbeeld Waterman. Het hemelobject werd op 12 juli 1864 ontdekt door de Duitse astronoom Albert Marth.

## Synoniemen
- MCG -1-52-15
- PGC 65132